# Lagunas (distrito de Chiclayo)
Lagunas é um distrito do Peru, departamento de Lambayeque, localizada na província de Chiclayo.

## Transporte
O distrito de Lagunas é servido pela seguinte rodovia:
- LA-112, que liga a cidade ao distrito de Etén Puerto
- PE-1NI, que liga a cidade ao distrito de Bolívar (Cajamarca)
- PE-1N, que liga o distrito de Aguas Verdes (Região de Tumbes - Ponte Huaquillas/Aguas Verdes (Fronteira Equador-Peru) - e a rodovia equatoriana E50 - à cidade de Lima (Província de Lima)[1][2][3]